# Cleomar Pires
Cleomar Pires de Lima (* 11. August 1967 in Erechim, Rio Grande do Sul), oft auch nur unter seinem Vornamen als Cleomar bezeichnet, ist ein ehemaliger brasilianischer Fußballspieler, der vorwiegend im Mittelfeld eingesetzt wurde.

## Leben
Cleomar Pires begann seine Laufbahn beim América FC (SP) und spielte in seiner Heimat anschließend auch mehrere Jahre beim União São João EC, bevor er Anfang 1997 in die mexikanischen Primera División wechselte. Dort verbrachte er das komplette Jahr 1997 in Diensten der Monarcas Morelia und spielte anschließend für den CF Monterrey.